# دروغین‌خرچنگ‌واران
دروغین‌خرچنگ‌واران (نام علمی: Pseudozioidea) نام یک بالاخانواده از subsection دیگرروزنان است.